# Robert Wehgartner
Robert Wehgartner (* 22. Juni 1909 in Neu-Ulm; † 2. Januar 1974 in München) war ein deutscher Politiker (Bayernpartei und CSU). Von 1962 bis 1966 war er Staatssekretär im Bayerischen Staatsministerium des Innern, von 1963 bis 1966 war er Vorsitzender der Bayernpartei.

## Leben
Er studierte Rechtswissenschaften in München, Köln, Berlin und Würzburg. Seit dem Studium war er Mitglied der Studentenverbindung AGV München. Von 1931 bis 1939 arbeitete er in der Rechtsabteilung der Bayerischen Raiffeisenbank. Nach Kriegsdienst und Gefangenschaft trat er in den öffentlichen Dienst in Oberbayern ein.
1954 wurde er persönlicher Referent des bayerischen Innenministers August Geislhöringer. Von 1957 bis 1962 war er Regierungsdirektor in der bayerischen Vertretung beim Bund.
1962 wurde er als Innenstaatssekretär einziges Regierungsmitglied der Bayernpartei im Kabinett Goppel I. 1963 wurde Wehgartner auch zum Vorsitzenden der Bayernpartei gewählt. Nachdem er im Mai 1966 als Parteivorsitzender abgewählt worden war, trat er am 20. Juli 1966 zur CSU über. Damit endete faktisch die Koalition aus CSU und BP. Nach der Landtagswahl im November 1966 wurde er nicht mehr in die Landesregierung berufen.
Von 1967 bis zu seinem Tod war er Präsident der Bayerischen Versicherungskammer.

## Ehrungen
- 1963: Bayerischer Verdienstorden
- 1969: Großes Verdienstkreuz der Bundesrepublik Deutschland